# NGC 7806
NGC 7806 هو اصطدام مجري، يقع في كوكبة الفرس الأعظم. اكتشف في 1790 . وقد اكتشفه ويليام هيرشل .

## روابط خارجية
- NGC 7806 على موقع ويكي سكاي: DSS2, SDSS, GALEX, IRAS, Hydrogen α, X-Ray, Astrophoto, Sky Map, Articles and images